# Gäddegöl (Fågelfors socken, Småland, 634315-150157)
Gäddegöl är en sjö i Högsby kommun i Småland och ingår i Emåns huvudavrinningsområde.